# 琉善陨石坑
琉善陨石坑（Lucian）是位于月球正面静海东北部的一座小撞击坑，其名称取自古希腊作家萨莫萨塔的琉善(约公元120年-公元180年)，1973年被国际天文学联合会批准接受。

## 描述

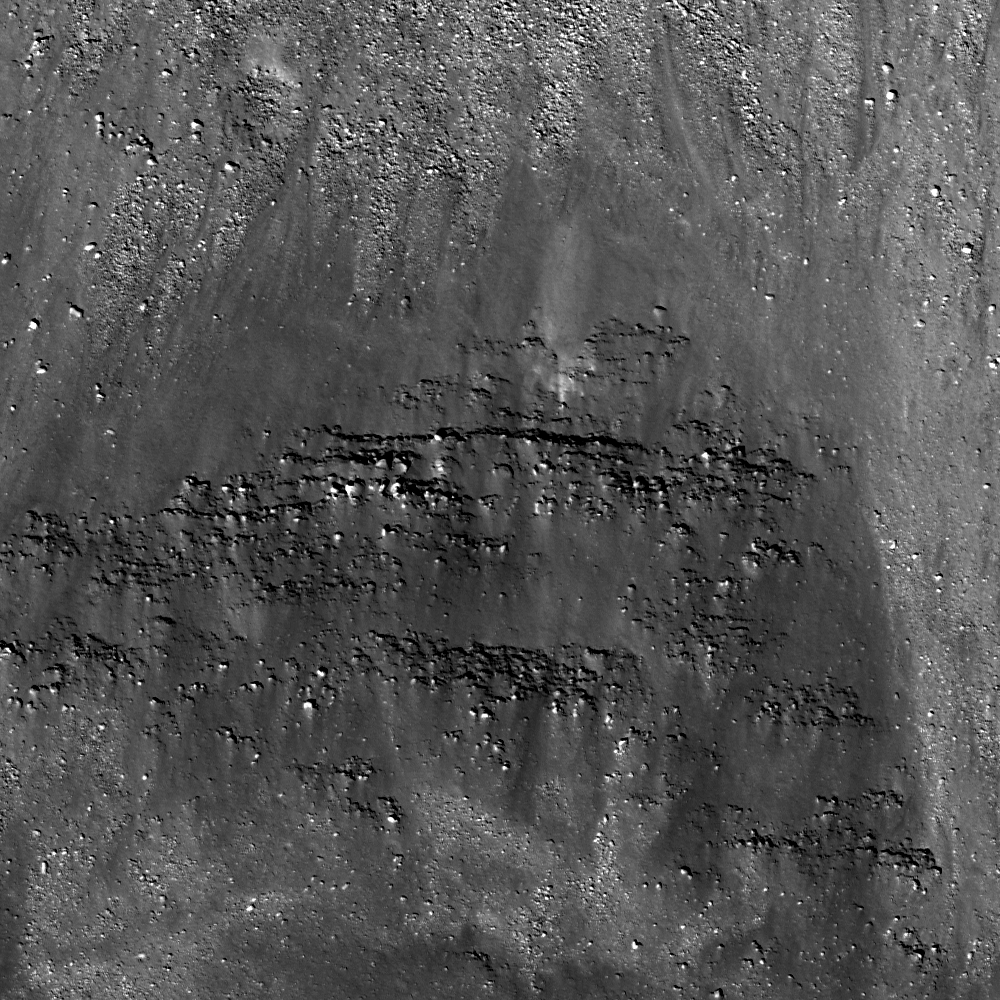
静海南部边沿构成琉善陨石坑坑壁的岩层露头，岩层厚度-数米，月球勘测轨道飞行器拍摄，图像宽度500米。

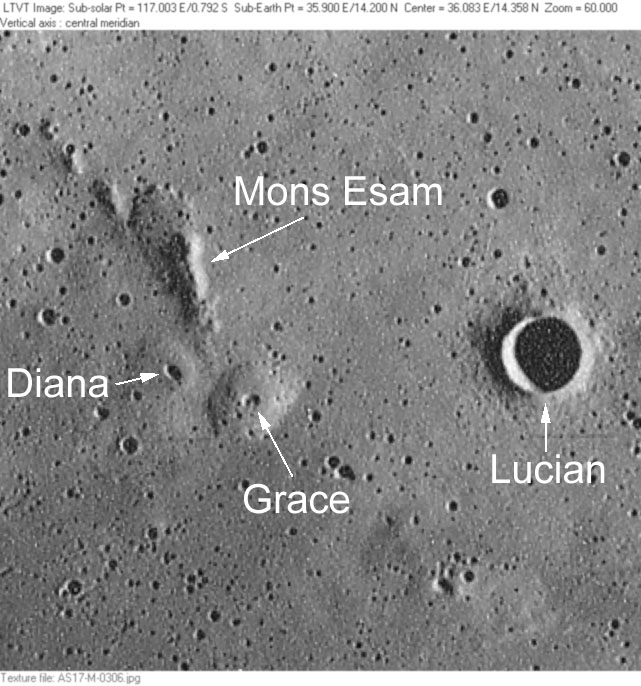
阿波罗17号拍摄的图像

该陨坑西侧靠近极小的黛安娜陨石坑和格蕾丝陨石坑、西北毗邻略大的加德纳陨石坑，泰奥弗拉斯托斯陨石坑和弗朗茨陨石坑位于它的东北、破损的莱尔陨石坑则位于它的东面、它的东南偏南及西南偏西则分别坐落了醒目的柯西陨石坑和卡哈尔陨石坑。此外，琉善陨石坑的西面伸展着嶻嵯的伊萨姆山、北面和东侧分别濒临爱湾和睡沼、尖角般的和谐湾位于它的东南、而南面则蜿蜒着宽阔的柯西月溪，更远处则横亘了长约210公里的柯西断崖。该陨坑中心月面坐标为14°20′N 36°47′E / 14.34°N 36.78°E，直径6.85公里，深约1.16公里。
琉善陨石坑外观形状类似倒圆锥体，几乎未受到明显的撞击侵蚀，坑壁边沿峻峭、清晰，光滑的内壁平缓延伸至坑底。坑壁最大高出周边地形250米，内部容积约12.86公里3。坑底面积较小，表面平坦。
在1973年被国际天文学联合会正式命名前，该陨坑曾被称作卫星坑"马拉尔第 B"。

## 另请参阅
- Andersson, L. E.; Whitaker, E. A. . NASA RP-1097. 1982.
- Blue, Jennifer. . USGS. July 25, 2007  [2007-08-05]. （原始内容存档于2015-05-26）.
- Bussey, B.; Spudis, P. . New York: Cambridge University Press. 2004. ISBN 978-0-521-81528-4.
- Cocks, Elijah E.; Cocks, Josiah C. . Tudor Publishers. 1995. ISBN 978-0-936389-27-1.
- McDowell, Jonathan. . Jonathan's Space Report. July 15, 2007  [2007-10-24]. （原始内容存档于2015-01-12）.
- Menzel, D. H.; Minnaert, M.; Levin, B.; Dollfus, A.; Bell, B. . Space Science Reviews. 1971, 12 (2): 136–186. Bibcode:1971SSRv...12..136M. doi:10.1007/BF00171763.
- Moore, Patrick. . Sterling Publishing Co. 2001. ISBN 978-0-304-35469-6.
- Price, Fred W. . Cambridge University Press. 1988. ISBN 978-0-521-33500-3.
- Rükl, Antonín. . Kalmbach Books. 1990. ISBN 978-0-913135-17-4.
- Webb, Rev. T. W.  6th revised. Dover. 1962. ISBN 978-0-486-20917-3.
- Whitaker, Ewen A. . Cambridge University Press. 1999. ISBN 978-0-521-62248-6.
- Wlasuk, Peter T. . Springer. 2000. ISBN 978-1-85233-193-1.